# تشویق (ترانه لیدی گاگا)
«تشویق» (به انگلیسی: Applause) تک‌آهنگی از هنرمند اهل ایالات متحده آمریکا لیدی گاگا است که در ۱۲ اوت ۲۰۱۳ منتشر شد. این تک‌آهنگ در آلبوم آرت‌پاپ قرار داشت.
این تک‌آهنگ در چارت‌های، اسپانیا، در رتبه اول و در چارت‌های، ایتالیا، والونیا، اسکاتلند، فرانسه، نروژ، دانمارک، لهستان، نیوزلند، اتریش و بریتانیا جزو ده ترانه اول قرار گرفت.
این ترانه علی‌رغم زیبایی بسیار در ریتم و ضرب آهنگ و شعر با وجود استقبال منتقدان توسط آکادمی گرمی دیده نشد. ریتم این ترانه با وجود تم شاد گونه‌اش غمگین نیز می‌نماید و لیدی گاگا توانسته است به‌خوبی این تضاد را در آهنگش ایجاد کند.
این ترانه اولین ترانه‌ای بود که در مراسم جایزه موزیک ویدئوی ام‌تی‌وی اجرا شد و لیدی گاگا در حین اجرا بیش از دو بار لباس و آرایشش را تغییر داد.

## جدول‌های موسیقی
| جدول (۲۰۱۳–۲۰۱۴)                                  | بهترین جایگاه |
| ------------------------------------------------- | ------------- |
| استرالیا (ای‌آرآی‌ای)                               | ۱۱            |
| رقص استرالیا (ای‌آرآی‌ای)                           | ۲             |
| اتریش (او۳ تاپ ۴۰ اتریش)                          | ۶             |
| بلژیک (اولتراتاپ ۵۰ فلاندرز)                      | ۱۰            |
| بلژیک (اولتراتاپ ۵۰ والونی)                       | ۵             |
| بلغارستان (آی‌اف‌پی‌آی)                              | ۳             |
| برزیل (۱۰۰ آهنگ داغ بیلبورد برزیل)                | ۵۳            |
| برزیل ترانه‌های داغ پاپ                            | ۱۶            |
| کانادا (۱۰۰ تک‌آهنگ داغ کانادا)                    | ۴             |
| ای‌سی کانادا (بیلبورد)                             | ۴۳            |
| سی‌اچ‌آر/تاپ ۴۰ کانادا (بیلبورد)                    | ۷             |
| هات ای‌سی کانادا (بیلبورد)                         | ۸             |
| کشورهای مستقل همسود (تاپ‌هیت)                      | ۲۵            |
| جمهوری چک (رادیو – تاپ ۱۰۰)                       | ۱۲            |
| دانمارک (ترک‌لیسن)                                 | ۶             |
| فنلاند (جدول‌های رسمی فنلاند)                      | ۴             |
| فرانسه (اس‌ان‌ئی‌پی)                                 | ۳             |
| آلمان (جدول‌های رسمی آلمان)                        | ۵             |
| ترانه‌های دیجیتال یونان (بیلبورد)                  | ۱             |
| مجارستان (۴۰ آهنگ رقص برتر)                       | ۲۹            |
| مجارستان (رادیوس تاپ ۴۰)                          | ۲             |
| مجارستان (۴۰ تک‌آهنگ برتر)                         | ۱             |
| ایرلند (ایرما)                                    | ۹             |
| اسرائیل (مدیا فارست)                              | ۷             |
| ایتالیا (فیمی)                                    | ۲             |
| ژاپن (۱۰۰ آهنگ داغ ژاپن)                          | ۶             |
| ترانه‌های دیجیتال لوکزامبورگ (بیلبورد)             | ۳             |
| لبنان (۲۰ آهنگ برتر لبنان)                        | ۱             |
| مکزیک (ایرپلی مکزیک)                              | ۵             |
| هلند (۴۰ آهنگ برتر)                               | ۱۳            |
| هلند (۱۰۰ تک‌آهنگ برتر)                            | ۱۵            |
| نیوزیلند (ریکوردد میوزیک ان‌زد)                    | ۷             |
| نروژ (وی‌جی-لیستا)                                 | ۸             |
| لهستان (۱۰۰ آهنگ برتر ایرپلی لهستان)              | ۷             |
| ترانه‌های دیجیتال پرتغال (بیلبورد)                 | ۸             |
| ایرپلی روسیه (تاپ‌هیت)                             | ۱             |
| اسکاتلند (اوسی‌سی)                                 | ۵             |
| اسلواکی (رادیو – ۱۰۰ آهنگ برتر)                   | ۱۸            |
| اسلوونی (اسلوتاپ۵۰)                               | ۱۳            |
| کره جنوبی (گائون)                                 | ۵۵            |
| اسپانیا (پروموزیک)                                | ۱             |
| سوئد (فهرست برترین‌های سوئد)                       | ۱۷            |
| سوئیس (شوایزر هیت‌پاراد)                           | ۷             |
| تک‌آهنگ‌های بریتانیا (اوسی‌سی)                       | ۵             |
| بیلبورد هات ۱۰۰ ایالات متحده                      | ۴             |
| بزرگسالان معاصر ایالات متحده (بیلبورد)            | ۲۴            |
| ۴۰ تک‌آهنگ برتر بزرگسالان ایالات متحده (بیلبورد)   | ۸             |
| ترانه‌های باشگاه رقص ایالات متحده (بیلبورد)        | ۱             |
| ترانه‌های داغ رقص/الکترونیک ایالات متحده (بیلبورد) | ۱             |
| ۴۰ آهنگ برتر جریان اصلی ایالات متحده (بیلبورد)    | ۴             |
| ریتمیک ایالات متحده (بیلبورد)                     | ۱۹            |
| پاپ راک ونزوئلا (گزارش ضبط)                       | ۳             |

| جدول (۲۰۱۳)                                       | جایگاه |
| ------------------------------------------------- | ------ |
| استرالیا (ای‌آرآی‌ای)                               | ۹۳     |
| رقص استرالیا (ای‌آرآی‌ای)                           | ۱۶     |
| اتریش (او۳ تاپ ۴۰ اتریش)                          | ۷۵     |
| بلژیک (الوتراتاپ ۵۰ فلاندرز)                      | ۸۷     |
| بلژیک (اولتراتاپ ۵۰ والونی)                       | ۷۶     |
| کانادا (۱۰۰ آهنگ داغ کانادا)                      | ۵۰     |
| فرانسه (اس‌ان‌ئی‌پی)                                 | ۷۹     |
| آلمان (مدیا کنترل آگ)                             | ۶۲     |
| مجارستان (۴۰ آهنگ رقص برتر)                       | ۹۱     |
| مجارستان (رادیوس تاپ ۴۰)                          | ۲۸     |
| ایتالیا (فیمی)                                    | ۵۴     |
| ژاپن (۱۰۰ آهنگ داغ ژاپن)                          | ۱۹     |
| هلند (۴۰ آهنگ برتر هلند)                          | ۸۳     |
| هلند (۱۰۰ تک‌آهنگ برتر)                            | ۸۰     |
| ایرپلی روسیه (تاپ‌هیت)                             | ۱۵۰    |
| اسپانیا (پروموزیکائه)                             | ۴۶     |
| سوئد (فهرست برترین‌های سوئد)                       | ۹۳     |
| سوئیس (شوایزر هیت‌پاراد)                           | ۶۸     |
| ایرپلی اوکراین (تاپ‌هیت)                           | ۱۵۰    |
| تک‌آهنگ‌های بریتانیا (شرکت جدول‌های رسمی)            | ۷۵     |
| ۱۰۰ آهنگ داغ بیلبورد ایالات متحده                 | ۳۷     |
| ۴۰ آهنگ برتر بزرگسالان ایالات متحده (بیلبورد)     | ۴۵     |
| ترانه‌های باشگاه رقص ایالات متحده (بیلبورد)        | ۱۱     |
| ترانه‌های داغ رقص/الکترونیک ایالات متحده (بیلبورد) | ۸      |
| ۴۰ آهنگ برتر جریان اصلی ایالات متحده (بیلبورد)    | ۳۷     |

| جدول (۲۰۱۴)                                       | جایگاه |
| ------------------------------------------------- | ------ |
| ترانه‌های داغ رقص/الکترونیک ایالات متحده (بیلبورد) | ۱۱     |

| جدول (۲۰۱۰–۲۰۱۹)                                  | جایگاه |
| ------------------------------------------------- | ------ |
| ترانه‌های داغ رقص/الکترونیک ایالات متحده (بیلبورد) | ۲۸     |

## گواهینامه‌ها و فروش
| منطقه | گواهی     | واحد گواهی‌شده/فروش |
| --- | --------- | ------------------ |
| استرالیا (آی‌اف‌پی‌آی استرالیا) | پلاتین    | ۷۰٬۰۰۰^            |
| کانادا (میوزیک کانادا) | ۲× پلاتین | ۱۶۰٬۰۰۰*           |
| فرانسه | —         | ۶۰٬۰۰۰             |
| آلمان (بی‌وی‌ام‌آی) | طلا       | ۱۵۰٬۰۰۰            |
| ایتالیا (اف‌آی‌ام‌آی) | پلاتین    | ۳۰٬۰۰۰*            |
| ژاپن (آرآی‌ای‌جی) | طلا       | ۱۰۰٬۰۰۰*           |
| مکزیک (امپروفون) | پلاتین    | ۶۰٬۰۰۰*            |
| نیوزیلند (آرآی‌ای‌ان‌زد) | طلا       | ۷٬۵۰۰*             |
| نروژ (آی‌اف‌پی‌آی نروژ) | ۲× پلاتین | ۱۲۰٬۰۰۰            |
| کره جنوبی | —         | ۱۰۶٬۳۸۵            |
| سوئد (گی‌ال‌اف) | ۲× پلاتین | ۸۰٬۰۰۰             |
| بریتانیا (بی‌پی‌آی) | پلاتین    | ۵۳۰٬۰۰۰            |
| ایالات متحده (آرآی‌ای‌ای) | ۴× پلاتین | ۲٬۷۰۰٬۰۰۰          |
| پخش جاری |           |                    |
| دانمارک (آی‌اف‌پی‌آی) | طلا       | ۹۰۰٬۰۰۰            |
| * رقم فروش تنها بر پایهٔ گواهی‌ها. · ^ رقم توزیع تنها بر پایهٔ گواهی‌ها. · رقم فروش+پخش جاری تنها بر پایهٔ گواهی‌ها. · رقم فقط پخش جاری تنها بر پایهٔ گواهی‌ها. |           |                    |

## تاریخچه انتشار
| منطقه        | تاریخ           | فرمت(ها)                                 | نسخه     | ناشر      | م.              |
| ------------ | --------------- | ---------------------------------------- | -------- | --------- | --------------- |
| کانادا       | ۱۲ اوت ۲۰۱۳     | دانلود دیجیتال پخش جاری                  | اصلی     | اینترسکوپ | [ ۹۵ ]          |
| فرانسه       | ۱۲ اوت ۲۰۱۳     | ایرپلی رادیویی                           | اصلی     | یونیورسال | [ ۹۶ ]          |
| ایالات متحده | ۱۲ اوت ۲۰۱۳     | دانلود دیجیتال پخش جاری                  | اصلی     | اینترسکوپ | [ ۹۷ ]          |
| بلژیک        | ۱۳ اوت ۲۰۱۳     | دانلود دیجیتال پخش جاری                  | اصلی     | یونیورسال | [ ۹۸ ]          |
| دی‌ای‌سی‌اج     | ۱۳ اوت ۲۰۱۳     | دانلود دیجیتال پخش جاری                  | اصلی     | یونیورسال | [ ۹۹ ]          |
| فنلاند       | ۱۳ اوت ۲۰۱۳     | دانلود دیجیتال پخش جاری                  | اصلی     | یونیورسال | [ ۱۰۰ ]         |
| فرانسه       | ۱۳ اوت ۲۰۱۳     | دانلود دیجیتال پخش جاری                  | اصلی     | یونیورسال | [ ۱۰۱ ]         |
| ایرلند       | ۱۳ اوت ۲۰۱۳     | دانلود دیجیتال پخش جاری                  | اصلی     | یونیورسال | [ ۱۰۲ ]         |
| ایتالیا      | ۱۳ اوت ۲۰۱۳     | دانلود دیجیتال پخش جاری                  | اصلی     | یونیورسال | [ ۱۰۳ ]         |
| لوکزامبورگ   | ۱۳ اوت ۲۰۱۳     | دانلود دیجیتال پخش جاری                  | اصلی     | یونیورسال | [ ۱۰۴ ]         |
| هلند         | ۱۳ اوت ۲۰۱۳     | دانلود دیجیتال پخش جاری                  | اصلی     | یونیورسال | [ ۱۰۵ ]         |
| نیوزیلند     | ۱۳ اوت ۲۰۱۳     | دانلود دیجیتال پخش جاری                  | اصلی     | یونیورسال | [ ۱۰۶ ]         |
| نروژ         | ۱۳ اوت ۲۰۱۳     | دانلود دیجیتال پخش جاری                  | اصلی     | یونیورسال | [ ۱۰۷ ]         |
| پرتغال       | ۱۳ اوت ۲۰۱۳     | دانلود دیجیتال پخش جاری                  | اصلی     | یونیورسال | [ ۱۰۸ ]         |
| سنگاپور      | ۱۳ اوت ۲۰۱۳     | دانلود دیجیتال پخش جاری                  | اصلی     | یونیورسال | [ ۱۰۹ ]         |
| اسپانیا      | ۱۳ اوت ۲۰۱۳     | دانلود دیجیتال پخش جاری                  | اصلی     | یونیورسال | [ ۱۱۰ ]         |
| سوئد         | ۱۳ اوت ۲۰۱۳     | دانلود دیجیتال پخش جاری                  | اصلی     | یونیورسال | [ ۱۱۱ ]         |
| بریتانیا     | ۱۳ اوت ۲۰۱۳     | دانلود دیجیتال پخش جاری                  | اصلی     | یونیورسال | [ ۱۱۲ ]         |
| ایتالیا      | ۱۹ اوت ۲۰۱۳     | ایرپلی رادیویی                           | اصلی     | یونیورسال | [ ۱۱۳ ]         |
| ایالات متحده | ۲۰ اوت ۲۰۱۳     | رادیو برترین‌های معاصر رادیو ریتمیک معاصر | اصلی     | اینترسکوپ | [ ۱۱۴ ] [ ۱۱۵ ] |
| ژاپن         | ۱۱ سپتامبر ۲۰۱۳ | سی‌دی                                     | ۲ قطعه‌ای | یونیورسال | [ ۱۱۶ ]         |
| آلمان        | ۱۳ سپتامبر ۲۰۱۳ | سی‌دی                                     | ۲ قطعه‌ای | یونیورسال | [ ۱۱۷ ]         |
| فرانسه       | ۱۶ سپتامبر ۲۰۱۳ | سی‌دی جعبه‌دار                             | ۲ قطعه‌ای | یونیورسال | [ ۱۱۸ ]         |
| سنگاپور      | ۱۶ سپتامبر ۲۰۱۳ | سی‌دی                                     | ۲ قطعه‌ای | یونیورسال | [ ۱۱۹ ]         |
| بریتانیا     | ۱۶ سپتامبر ۲۰۱۳ | سی‌دی                                     | ۲ قطعه‌ای | یونیورسال | [ ۱۲۰ ]         |
| گوناگون      | ۳۰ سپتامبر ۲۰۱۳ | دانلود دیجیتال پخش جاری                  | ریمیکس‌ها | اینترسکوپ | [ ۱۲۱ ]         |
| ایالات متحده | ۲۹ نوامبر ۲۰۱۳  | ال‌پی                                     | اصلی     | اینترسکوپ | [ ۱۲۲ ]         |